# 화이트 리본 컵
화이트 리본 컵(영어: White Ribbon Cup)뉴질랜드의 녹아웃 축구 컵 대회였다. 대회는 2011-12 시즌, 한 시즌만 운영되었다.
대회는 오세아니아 챔피언스 리그 ( OFC )에 참가하지 않는 6개 클럽을 위해 2011년에 제정되었으며 ASB 프리미어십의 정규 시즌과 함께 운영되었다.

## 운영
6개의 참가 팀은 노던 및 서던 콘퍼런스라는 두 콘퍼런스로 나뉘었다. 각 리그 우승자가 다른 컨퍼런스 우승자를 상대로 결승전에 진출하는 라운드 형식으로 진행되었다.

## 참가 팀
| 오클랜드 시티 FC      | 오클랜드        | 키위티 스트리트    | 라몬 트리불리에트   |
| 캔터베리 유나이티드   | 크라이스트처치  | ASB 풋볼 파크      | 키스 브레이스웨이트 |
| 호크스베이 유나이티드 | 네이피어        | 블루워터 스타디움  | 매트 챈들라         |
| 오타고 유나이티드     | 더니딘          | 포시스 바 스타디움 | 리차드 머리         |
| 팀 웰링턴             | 웰링턴          | 뉴타운 파크        | 매트 콜커트         |
| 와이카토 FC           | 해밀턴          | 포릿 스타디움      | 데클랜 엣지         |
| 와이타케레 유나이티드 | 웨스트 오클랜드 | 프레드 테일러 파크 | 닐 엠블렌           |
| 영하트 마나와투       | 파머스턴 노스   | 메모리얼 파크      | 스튜 제이콥스       |